# Stanislav Kritsyuk
Bản mẫu:Eastern Slavic name
Stanislav Vasilyevich Kritsyuk (tiếng Nga: Станислав Васильевич Крицюк; sinh ngày 1 tháng 12 năm 1990) là một cầu thủ bóng đá người Nga thi đấu cho F.K. Krasnodar ở vị trí thủ môn.

## Sự nghiệp câu lạc bộ
Sau khi kết thúc mùa giải 2015–16 cùng với F.K. Krasnodar theo dạng cho mượn từ S.C. Braga, Krasnodar mua Kritsyuk và anh ký bản hợp đồng 4 năm với câu lạc bộ vào ngày 30 tháng 5 năm 2016.

## Quốc tế
Vào ngày 11 tháng 3 năm 2016, anh được triệu tập vào Đội tuyển bóng đá quốc gia Nga thi đấu giao hữu với Lithuania và France. Anh có màn ra mắt cho đội tuyển quốc gia ngày 26 tháng 3 trong trận đấu với Lithuania.

### Thống kê sự nghiệp
Tính đến 13 tháng 5 năm 2018
| Câu lạc bộ                  | Mùa giải             | Giải vô địch                               | Giải vô địch | Giải vô địch | Cúp     | Cúp       | Châu lục | Châu lục  | Khác    | Khác      | Tổng cộng | Tổng cộng |
| Câu lạc bộ                  | Mùa giải             | Hạng đấu                                   | Số trận      | Bàn thắng    | Số trận | Bàn thắng | Số trận  | Bàn thắng | Số trận | Bàn thắng | Số trận   | Bàn thắng |
| --------------------------- | -------------------- | ------------------------------------------ | ------------ | ------------ | ------- | --------- | -------- | --------- | ------- | --------- | --------- | --------- |
| F.K. Akademiya Dimitrovgrad | 2008                 | PFL                                        | 4            | 0            | 0       | 0         | –        | –         | –       | –         | 4         | 0         |
| FC Togliatti                | 2008                 | PFL                                        | 9            | 0            | 0       | 0         | –        | –         | –       | –         | 9         | 0         |
| FC Togliatti                | 2009                 | PFL                                        | 9            | 0            | 1       | 0         | –        | –         | –       | –         | 10        | 0         |
| FC Togliatti                | Tổng cộng            | Tổng cộng                                  | 18           | 0            | 1       | 0         | 0        | 0         | 0       | 0         | 19        | 0         |
| F.K. Akademiya Tolyatti     | 2010                 | PFL                                        | 20           | 0            | 0       | 0         | –        | –         | –       | –         | 20        | 0         |
| F.K. Akademiya Tolyatti     | 2011–12              | PFL                                        | 13           | 0            | 0       | 0         | –        | –         | –       | –         | 13        | 0         |
| F.K. Akademiya Tolyatti     | 2012–13              | PFL                                        | 6            | 0            | 0       | 0         | –        | –         | –       | –         | 6         | 0         |
| F.K. Akademiya Tolyatti     | Tổng cộng (2 spells) | Tổng cộng (2 spells)                       | 43           | 0            | 0       | 0         | 0        | 0         | 0       | 0         | 43        | 0         |
| Braga B                     | 2012–13              | LigaPro                                    | 2            | 0            | –       | –         | –        | –         | –       | –         | 2         | 0         |
| Braga B                     | 2013–14              | LigaPro                                    | 10           | 0            | –       | –         | –        | –         | –       | –         | 10        | 0         |
| Braga B                     | Tổng cộng            | Tổng cộng                                  | 12           | 0            | 0       | 0         | 0        | 0         | 0       | 0         | 12        | 0         |
| Rio Ave                     | 2013–14              | Giải bóng đá hạng nhất quốc gia Bồ Đào Nha | 1            | 0            | 0       | 0         | –        | –         | 2       | 0         | 3         | 0         |
| Braga                       | 2014–15              | Giải bóng đá hạng nhất quốc gia Bồ Đào Nha | 11           | 0            | 7       | 0         | –        | –         | 3       | 0         | 21        | 0         |
| Braga                       | 2015–16              | Giải bóng đá hạng nhất quốc gia Bồ Đào Nha | 18           | 0            | 0       | 0         | 0        | 0         | 0       | 0         | 18        | 0         |
| Braga                       | Tổng cộng            | Tổng cộng                                  | 29           | 0            | 7       | 0         | 0        | 0         | 3       | 0         | 39        | 0         |
| F.K. Krasnodar              | 2015–16              | Giải bóng đá ngoại hạng Nga                | 12           | 0            | 2       | 0         | 0        | 0         | –       | –         | 14        | 0         |
| F.K. Krasnodar              | 2016–17              | Giải bóng đá ngoại hạng Nga                | 20           | 0            | 1       | 0         | 10       | 0         | –       | –         | 31        | 0         |
| F.K. Krasnodar              | 2017–18              | Giải bóng đá ngoại hạng Nga                | 4            | 0            | 0       | 0         | 0        | 0         | –       | –         | 4         | 0         |
| F.K. Krasnodar              | Tổng cộng            | Tổng cộng                                  | 36           | 0            | 3       | 0         | 10       | 0         | 0       | 0         | 49        | 0         |
| Tổng cộng sự nghiệp         | Tổng cộng sự nghiệp  | Tổng cộng sự nghiệp                        | 139          | 0            | 11      | 0         | 10       | 0         | 5       | 0         | 165       | 0         |